# Koomba Park
Koomba Park är en park i Australien. Den ligger i förorten Wantirna, omkring 22 kilometer öster om centrala Melbourne, i kommunen Knox och delstaten Victoria.